# Weißenborn-Lüderode
Weißenborn-Lüderode – dzielnica gminy Sonnenstein w Niemczech, w kraju związkowym Turyngia, w powiecie Eichsfeld. W dzielnicy znajduje się siedziba administracji gminy.
Do 30 listopada 2011 była to samodzielna gmina i jednocześnie siedziba wspólnoty administracyjnej Eichsfeld-Südharz.